# Peña Porrera
La peña Porrera o de La Bandera es un cerro situado en el municipio cántabro de Pesaguero (España). En una parte destacada de este cerro hay un vértice geodésico, cuya altitud es de 1265,30 m s. n. m. en la base del pilar. Desde la pequeña aldea de Obargo se sigue una pista que llega a un collado y de ahí, andando durante unos veinte minutos, se alcanza al vértice.